# Balekambang, Jakarta
Balekambang är en administrativ by i Indonesien.   Den ligger i provinsen Jakarta, i den västra delen av landet.